# Гарсия Роблес, Альфонсо
Альфо́нсо Гарси́я Ро́блес (исп. Alfonso García Robles; 20 марта 1911, Самора-де-Идальго, Мичоакан, Мексика — 2 сентября 1991, Мехико, Мексика) — мексиканский политический деятель, дипломат, министр иностранных дел Мексики (1975—1976), лауреат Нобелевской премии мира 1982 года (совместно с Альвой Мюрдаль).

## Биография

### Молодость
Родился в Саморе (штат Мичоакан) в семье Кирино и Терезы Гарсия Роблес. Первоначально собирался стать священником, но затем изменил своё решение, поступив на юридический факультет Национального университета в Мехико. В 1933 году окончил его, получив степень по международному праву и международным отношениям, после чего продолжил обучение в Париже (1934—1937) и в Академии международного права в Гааге (1938). Ещё находясь в Европе, Роблес поступил на дипломатическую службу и провёл два года в посольстве Мексики в Швеции.

### Начало карьеры
Вернувшись на родину в 1941 году был назначен руководителем департамента международных организаций, а затем генеральным директором политической и дипломатической службы. В 1945 году вошёл в состав мексиканской делегации на конференции в Сан-Франциско, на которой была создана ООН. В дальнейшем работа в секретариате ООН в Нью-Йорке. После возвращения в 1957 году в Мексику был назначен начальником департамента Европы, Азии и Африки в министерстве иностранных дел, в связи с чем принимал активное участие в работе конференций по морскому праву 1958 и 1960 годов.

### Миротворческая деятельность
С 1962 по 1964 год был послом Мексики в Бразилии. После событий Карибского кризиса 1962 года он всерьёз задумался о договоре о создании в Латинской Америке безъядерной зоны.
В 1964 году был назначен заместителем министра иностранных дел Мексики и на этом посту сыграл одну из ключевых ролей в подписании Договора Тлателолко (1967) о запрещении ядерного оружия в Латинской Америке.
В 1967 году ему было поручено возглавить мексиканскую делегацию на Женевской конференции ООН по разоружению, где совместно с Альвой Мюрдаль он принял активное участие в разработке Договора о нераспространении ядерного оружия, принятого в 1968 году 115 государствами мира.
В 1970—1975 годы был представителем Мексики в ООН, затем в течение года занимал пост министра иностранных дел Мексики. С 1977 года стал постоянным представителем Мексики в Комитете ООН по разоружению в Женеве. Стремился достичь компромисса между сверхдержавами по вопросу прекращения гонки вооружений. В 1978 году состоялась первая подобная сессия, на которой Роблес был ответственным за подготовку проекта текста резолюции, получившего неофициальное название «Окончательный документ». На специальной сессии Генеральной Ассамблеи ООН 1982 года он предложил организовать всемирную кампанию за разоружение. Из-за позиции сверхдержав выработать единый документ не удалось, но идея приобрела широкую поддержку, и летом 1982 года в США и Европе прошли многотысячные антиядерные демонстрации.

### Последние годы
В 1982 году вместе с Альвой Мюрдаль был удостоен Нобелевской премии мира за двадцатилетнюю деятельность в области разоружения и искусство ведения международных переговоров. В своей Нобелевской лекции Роблес рассказал о подготовке и содержании Договора Тлателолко, напомнив аудитории, что латиноамериканская безъядерная зона, к сожалению, не нашла последователей на других густонаселённых территориях.
В 1985 году был избран председателем Комитета ООН по разоружению.
2 сентября 1991 года его не стало.

## Личная жизнь
Возглавляя миссию ООН на Ближнем Востоке в 1949 году, Роблес познакомился с перуанской делегаткой Хуаной Марией Сисло Вальделомар, на которой женился год спустя. В семье родилось два сына — Альфонсо и Фернандо.
За годы своей дипломатической деятельности Роблес стал автором 20 книг и более 300 статей по вопросам международных отношений.

## Память
Его имя высечено золотыми буквами (бронзой с позолотой) на Стене почёта в зале заседаний Палаты депутатов мексиканского Конгресса.